# 安德森斯普林斯 (加利福尼亞州)
安德森斯普林斯（英語：Anderson Springs）是位於美國加利福尼亞州萊克縣的一個非建制地區。該地的面積和人口皆未知。

## 地理
安德森斯普林斯的座標為38°46′30″N 122°41′35″W / 38.77500°N 122.69306°W，而該地的平均海拔高度為430米（即1411英尺）。